# Сатурн (футбольный клуб, Набережные Челны)
«Сату́рн» — бывший российский футбольный клуб из города Набережные Челны, существовавший с 2001 по 2006 годы.

## История

Состав ФК «Сатурн» (Набережные Челны) в сезоне 2001 года

Команда была основана 20 сентября 2001 года. Клуб находился при предприятии ООО «Сатурн». Инициаторами его создания был руководитель данного предприятия Равиль Файрузов и его единомышленники. Целью создания команды являлась организация боеспособного коллектива, который состоял бы только из воспитанников местного футбола. В первые годы существования «основание» команды составляли работники предприятия.
- 2001 год — клуб принял участие в своем первом турнире — чемпионате города. Кроме этого, команда дошла до финала кубка Татарстана, уступив в финале команде «Искра» со счётом 0:1.
- 2002 год — команда становится участником высшей лиги чемпионата Татарстана, где по итогам сезона занимает 4-е место. В кубке Татарстана «Сатурн» снова доходит до финала.
- 2003 год — «Сатурн» впервые принимает участие в первенстве России (МФС Приволжье), став по итогам сезона четвёртой командой лиги. В этом же году клуб выиграл свой первый трофей, одержав победу в розыгрыше Кубка «Приволжье».
- 2004 год — команда занимает первое место в первенстве России МФС Приволжье и получает путёвку во второй дивизион. Лучшим бомбардиром первенства становится нападающий «Сатурна» Арнольд Слабодич, забивший в ворота соперников 32 мяча.
- 2005 год — в дебютном сезоне первенства второго дивизиона «Сатурн» занимает последнее место, одержав в 36 играх 3 победы и набрав 13 очков[2]. В розыгрыше кубка России команда выбывает на стадии 1/512 финала, уступив Ладе-СОК со счетом 0:1[3].
- 2006 год — «Сатурн» вновь возвращается в чемпионат Татарстана, где занимает 9-е место. По итогам сезона в связи с финансовыми трудностями принимается решение о расформировании команды.

## Цвета клуба
| Синий | Белый |

## Статистика выступлений
| Сезон | Лига                         | Турнир                        | Место | Кубок        | Примечания               |
| ----- | ---------------------------- | ----------------------------- | ----- | ------------ | ------------------------ |
| 2001  | Чемпионат города             | Чемпионат г. Набережные Челны | —     | финал        |                          |
| 2002  | Четвёртый дивизион (регион.) | Чемпионат Татарстана          | 4     | финал        |                          |
| 2003  | Третий дивизион (КФК)        | МФС Приволжье                 | 4     | победитель   |                          |
| 2004  | Третий дивизион (ЛФЛ)        | МФС Приволжье                 | 1     | 1/8 финала   |                          |
| 2004  | Третий дивизион (ЛФЛ)        | Финальный турнир              | гр.   | —            | Выход во Второй дивизион |
| 2005  | Второй дивизион (ПФЛ)        | Второй дивизион               | 19    | 1/512 финала |                          |
| 2006  | Четвёртый дивизион (регион.) | Чемпионат Татарстана          | 9     | —            |                          |
| 2006  | Чемпионат города             | Чемпионат г. Набережные Челны | ?     | —            |                          |

## Наивысшие достижения
- Победитель первенства МФС Приволжье (2004)
- Обладатель кубка МФС Приволжье (2003)
- Финалист кубка Татарстана (2002)

## Самые крупные победы
- МФС Приволжье: «Сатурн» – «Дружба» (Арзамас) — 8:0 (2003)
- МФС Приволжье: «Сатурн» – «Локомотив-Химмаш» (Рузаевка) — 6:0 (2003)
- МФС Приволжье: «Сатурн» – «Химик» (Дзержинск) — 6:0 (2003)
- МФС Приволжье: «Сатурн» – «Хопёр» (Балашов) — 6:0 (2004)

## Самые крупные поражения
- Второй дивизион: «Локомотив-НН» (Нижний Новгород) – «Сатурн» — 7:0 (2005)
- Второй дивизион: «Сатурн» – «Содовик» (Стерлитамак) — 0:6 (2005)
- Второй дивизион: «Лада» (Тольятти) – «Сатурн» — 6:1 (2005)
- Второй дивизион: «Сатурн» – «Динамо» (Киров) — 0:5 (2005)

## Лучшие бомбардиры в течение одного сезона
- Арнольд Слабодич — 32 мяча в 36 играх (МФС Приволжье, 2004)